# Nimismiehenjärvi
Nimismiehenjärvi är en sjö i Gällivare kommun i Lappland och ingår i Kalixälvens huvudavrinningsområde. Sjön har en area på 0,0728 kvadratkilometer och ligger 573,1 meter över havet. Nimismiehenjärvi ligger i Lina fjällurskog Natura 2000-område.

## Delavrinningsområde
Nimismiehenjärvi ingår i det delavrinningsområde (747756-170294) som SMHI kallar för Mynnar i Ängesån. Medelhöjden är 534 meter över havet och ytan är 24,26 kvadratkilometer. Räknas de 2 avrinningsområdena uppströms in blir den ackumulerade arean 45,3 kvadratkilometer. Veikijoki som avvattnar avrinningsområdet har biflödesordning 3, vilket innebär att vattnet flödar genom totalt 3 vattendrag innan det når havet efter 245 kilometer. Avrinningsområdet består mestadels av skog (88 procent). Avrinningsområdet har 0,44 kvadratkilometer vattenytor vilket ger det en sjöprocent på 1,8 procent.